# Sidereus nuncius
Le Messager des étoiles
Sidereus nuncius (traduit en français sous le titre Le Messager des étoiles) est un court traité d'astronomie, écrit en latin par Galilée début 1610, et publié le 13 mars. C'est le premier ouvrage scientifique reposant sur des observations effectuées grâce à une lunette astronomique. Il contient les résultats des premières observations de Galilée sur la Lune, les étoiles et les satellites de Jupiter. L'ouvrage a été publié six semaines après le début de sa rédaction.

## Contenu du livre

### Observations de la Lune
Lors de ses observations de la Lune avec sa lunette, Galilée observa que la ligne (appelée terminateur) séparant les surfaces éclairées et ombragées de la Lune était régulière au niveau des régions les plus sombres, mais irrégulière au niveau des régions les plus claires. Il en déduisit que la surface lunaire devait être montagneuse. En observant ces irrégularités du terminateur, il estima que les montagnes lunaires pouvaient atteindre jusqu'à 6 km de hauteur. C'était un résultat s'opposant frontalement à la cosmologie d'Aristote, qui affirmait que, les corps célestes étant parfaits, ils devaient avoir la forme de sphères régulières dépourvues d'aspérités.

### Observation des étoiles
Grâce à sa lunette, Galilée a pu observer de nombreuses étoiles invisibles à l’œil nu, donc inconnues à son époque. Selon ses estimations, il pouvait voir environ 10 fois plus d'étoiles, ce qui lui a permis d'établir une carte de la ceinture d'Orion et des Pléiades.
En observant certaines des étoiles nébuleuses figurant dans le catalogue d'étoiles de Ptolémée (Almageste), il se rendit compte que ces dernières ne ressemblaient pas à de grosses sphères vaporeuses d'un seul tenant, mais qu'elles résultaient d'une agglomération de nombreuses petites étoiles distinctes, d'où cet aspect nébuleux. Il en déduisit que la Voie lactée elle-même était constituée d'une multitude de petites étoiles, trop petites et trop proches les unes des autres pour être distinguées individuellement à l'œil nu.

### Observations des lunes de Jupiter
Dans la dernière partie de Sidereus nuncius, Galilée expose sa découverte, en janvier 1610, de quatre corps célestes alignés près de la planète Jupiter, les satellites dits "Galiléens". À travers une série de croquis, il décrit l'évolution de la disposition relative de ces astres par rapport à Jupiter, tels qu'ils apparaissent entre début janvier 1610 et début mars de la même année. Il s'aperçoit que ces positions varient de nuit en nuit, mais que les petites planètes restent toujours groupées à proximité de la planète, comme si elles constituaient avec elle un petit système solaire, une observation en plein contraste avec l'ancienne conception géocentrique que la Terre était le seul corps céleste au centre de tous les mouvements de l'Univers; il en déduit que ces quatre corps célestes se trouvent en fait en orbite autour de Jupiter. En 1611 Kepler les baptisera du nom de satellites. C'est sans doute la découverte de ces lunes qui incita Galilée à rédiger et publier son ouvrage.

Pages du Sidereus nuncius
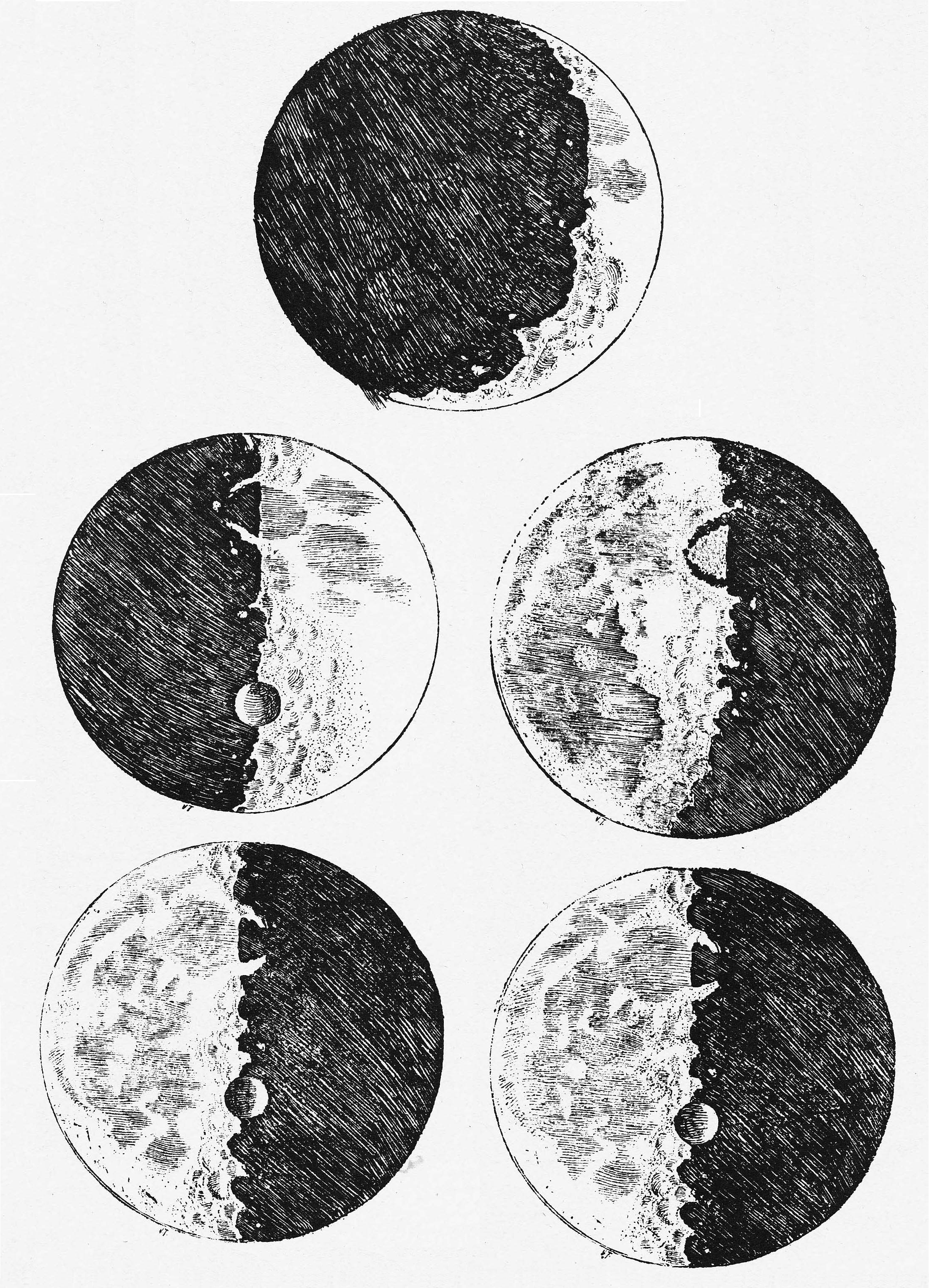
Dessins de Galilée de la surface de la Lune, où on voit clairement les irrégularités au niveau du terminateur.
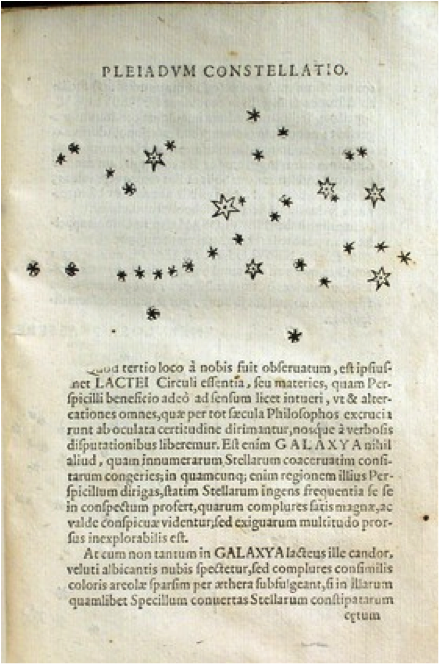
Dessin des Pléiades par Galilée
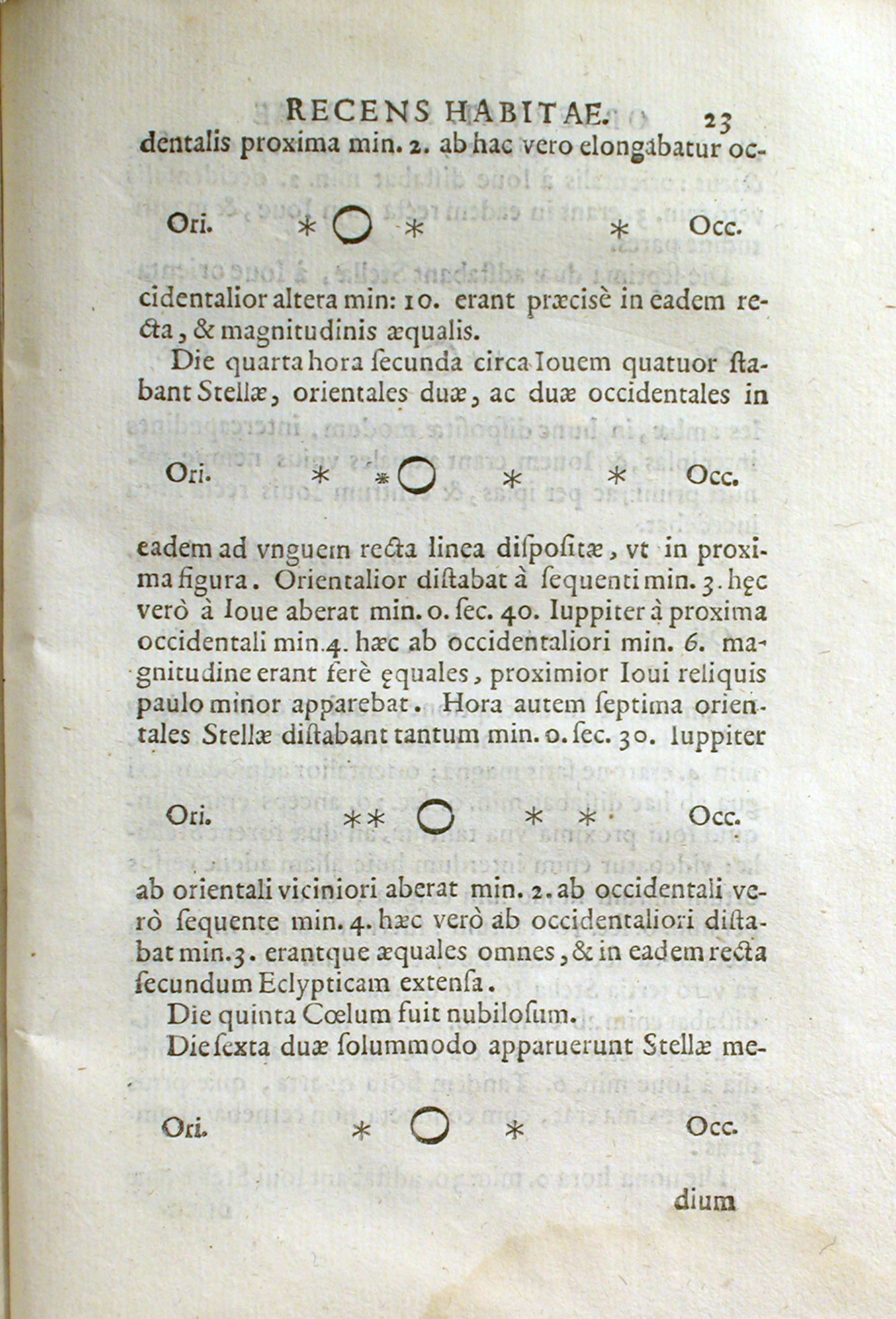
Dessin des observations de satellites de Jupiter, à différents moments.

## Contexte historique

### Recherche d'un mécène
Au moment de la publication de l'ouvrage, Galilée était mathématicien à l'université de Padoue, et venait d'obtenir un poste permanent pour la construction de lunettes plus puissantes. Désirant retourner à Florence en espérant y obtenir un patronage de la part du grand-duc de Toscane Cosme II de Médicis (1590–1621), c'est à ce dernier qu'il dédia opportunément son Sidereus nuncius, baptisant de surcroît les quatre corps célestes qu'il avait découverts « planètes médicéennes ».

### LeSidereus nunciuset l'Église catholique
L'Église catholique va s'opposer aux observations de Galilée qui l'amènent à réfuter le géocentrisme et à confirmer la théorie héliocentrique exposée par Nicolas Copernic. C'est l'affaire Galilée  (1610-1633). En 1981, le pape Jean Paul II nomma une commission d'étude de la « controverse ptoléméo-copernicienne », composée d'historiens, de savants et de théologiens, qui remit ses conclusions en 1992. Lors de la séance plénière de l'Académie pontificale des sciences du 31 octobre 1992, Jean-Paul II déclara  :

« Ainsi la science nouvelle, avec ses méthodes et la liberté de recherche qu'elle suppose, obligeait les théologiens à s'interroger sur leurs propres critères d'interprétation de l'Écriture. La plupart n'ont pas su le faire. Paradoxalement, Galilée, croyant sincère, s'est montré plus perspicace sur ce point que ses adversaires théologiens : « Si l'Écriture ne peut errer, écrit-il à Benedetto Castelli, certains de ses interprètes et commentateurs le peuvent, et de plusieurs façons ». On connaît aussi sa lettre à Christine de Lorraine (1615) qui est comme un petit traité d'herméneutique biblique. [...] La majorité des théologiens ne percevaient pas la distinction formelle entre l'Écriture sainte et son interprétation, ce qui les conduisit à transposer indûment dans le domaine de la doctrine de la foi une question de fait relevant de l'investigation scientifique. »

## Faux
Un exemplaire illustré de cinq aquarelles à la place des gravures de la Lune apparaît sur le marché, en 2005, à New York. En 2011, plusieurs experts concluent que cet exemplaire est celui de l'auteur. En 2012, à la suite de recherches et d'analyses effectuées par l'historien américain Nick Wilding (en), il s'avère en fait qu'il s'agit d'un faux,,,. L'historien a pu prouver qu'il avait été créé par l'antiquaire italien et voleur de bibliothèque Marino Massimo De Caro (de), ancien directeur de la bibliothèque des Girolamini à Naples (Italie), et introduit dans le commerce des livres anciens aux États-Unis,.

## Vol
Un exemplaire du Sidereus nuncius a été volé à la Bibliothèque nationale d’Espagne probablement en 2004, date de sa dernière consultation, et remplacé par un faux. L’institution a découvert le vol et la supercherie par hasard lors de travaux de restauration en 2014, grâce à un faisceau d'indices et à une observation au microscope. Le vol n'a été signalé à la Brigade du Patrimoine Historique qu’en 2018.
Le Ministère de la Culture a ouvert une enquête et précise d'autre part que quatre autres ouvrages de Galilée ont été volés,.
Selon des spécialistes consultés le Sidereus Nuncius volé a une valeur de 800 000 euros. Il ne reste que 82 exemplaires connus sur les 550 exemplaires de l'édition originale de 1610.
Une enquête ouverte par la Bibliothèque nationale d'Espagne le 1er octobre 2018, soutient l'hypothèse que des contrefaçons de l'original du Sidereus Nuncius ont été réalisées pour les mettre sur le marché et que derrière le vol se trouvent le faussaire italien Massimo de Caro et l'uruguayen César Ovilio Gómez, le dernier à avoir consulté l'ouvrage le 4 juin 2004. L'original du Sidereus nuncius volé a probablement été utilisé pour créer deux contrefaçons qui ont été vendues dans d'autres pays dont une chez Sotheby's à Londres en 2005.

## Éditions

### En ligne
- (la) Sidereus nuncius, sur Wikisource
- (la) Sidereus nuncius, Venise, Toma Baglioni, 1610 — Version latine originale[15].
- (la) Sidereus nuncius, Venise, 1610 — The Warnock Library — Numérisation de la première édition.
- (la + fr) Traduction en face à face, site de l'observatoire de Lyon.
- Sidereus nuncius (Adams.5.61.1) Edition numérique complète sur Cambridge Digital Library.
- (en) The Sidereal Messenger of Galileo Galilei en anglais sur Project Gutenberg.
- Sidereus nuncius Edition numérique complète sur Stanford Libraries.

### Éditions modernes
- Galileo Galilei. Sidereus nuncius : Le messager céleste, texte, trad. et notes d'Isabelle Pantin, Paris, Les Belles Lettres, 1992 (ASIN B0028S7JLK)[16],[17].

- Le Messager des étoiles, trad., présentation et annotations de Fernand Hallyn, coll. « Points », Seuil, 2009  (ISBN 978-2757812259)[16]